# Ernst Rodel
Ernst Rodel (* 21. Juni 1901 in Fahrwangen; † 31. März 1993 in Arbon, TG) war ein Schweizer Journalist und Politiker (SP).

## Biografie
Aufgewachsen in Fahrwangen als Sohn von Ernst Rodel und Rosa Rodel, geb. Liechti. Absolviert die Sekundarschule in Seengen und die Kantonsschule Aarau. Banklehre bei der Schweizerischen Bankgesellschaft in Aarau, 1918 aus politischen Gründen entlassen. Private Mittelschule in Zürich. Studium der Nationalökonomie an den Universitäten Bern und Genf.
1924 bricht Rodel das Ökonomiestudium ab und wird Alleinredaktor der sozialdemokratischen «Seeländer Volksstimme» im damals rot regierten Biel. 1929 wechselt er als Redaktor an den «Freien Aargauer» in Aarau. Wegen eines Artikels von Rodel über «Die Hungerpeitsche der Strohbarone» verliert sein Vater seine Anstellung als Buchhalter in der Seetaler Strohindustrie. 1935 tritt Ernst Rodel eine Stelle in Arbon am Bodensee an, das seit 1925 eine mehrheitlich sozialdemokratische Stadtregierung hat. Er wird Redaktor der «Thurgauer Arbeiterzeitung» und bleibt es bis 1970.
Er war von 1926 bis 1946 mit Margrit Rodel-Haller (* 1904, † 1998) und von 1948 bis zum Tod mit Gerda Rodel-Neuwirth (* 1914, † 1998) verheiratet.

## Politische Ämter
SP-Parteipräsident der Städte Biel, Aarau und Arbon sowie, von 1941 bis 1962, des Kantons Thurgau. Grossrat des Kantons Aargau (1930 bis 1934). Ortsverwaltungsrat der Gemeinde Arbon (1937 bis 1961). Kantonsrat des Kantons Thurgau (1936 bis 1962). Nationalrat (1954 bis 1963).

## Bedeutung
Ernst Rodel ist eine der herausragenden Persönlichkeiten des «roten Arbons». Als Ortsverwaltungsrat (Stadtrat) setzte er sich für den öffentlichen Raum der Stadt Arbon ein. Das Seeufer (Bereich Hafen bis Seeparksaal) ging während der Regierungszeit der linken Mehrheit in Arbon in Gemeindebesitz über und wurde als Park öffentlich zugänglich. Rodel war einer der Neugründer der Sozialistischen Bodensee–Internationale nach dem Zweiten Weltkrieg.
Als Journalist schrieb Rodel konsequent gegen Faschismus und Nationalsozialismus und für die Emanzipation der Arbeiterschaft. Im Zweiten Weltkrieg wurde die «Thurgauer Arbeiterzeitung» immer wieder von der Schweizer Armeezensur verwarnt. Nach einem Kommentar über das sinnlose Exerzieren in der Armee («Aufzeichnungen eines simplen H.D.-Soldaten», 12. Juni 1940) und einer Glosse über die angeblich nazifreundliche Haltung von Papst Pius XII. («Herr Pacelli passt sich an», 3. Juli 1940) kam Rodel für eine Woche in militärischen Arrest, seine Zeitung wurde für 3 Wochen unter Vorzensur gestellt.